# Юань Хундао
Юань Хундао (*袁宏道, 1568 —1610) — китайський поет часів династії Мін, представник Гуньанського ґуртка.

## Життєпис
Походив з родини військових. Народився у місцевості Гуньань (провінція Хубей). Замолоду виявив до хист до літератури. Разом із братами Юань Цзундао та Юань Чжундао у 1573 році організував літературний ґурток.
У 1592 році з успізом склав імператорський іспит та отримав вуще вчену ступінь цзіньши. У 1595 році його було зараховано на державну службу — суддею до м. Усян (сучасне Сучжоу, провінція Цзянсу). Того ж року отримує посаду у Відомстві обрядів. Втім у 1596 році йде у відставку. В подальшому багато подорожував Китаєм. З часом захопився філософією Лі Чжи.
У 1600 році, після смерті брата Юань Цзундао, віддалився на острів, де жив відлюдником. Подальше життя прсивятив складаню віршів.

## Творчість
Юань Хундао відстоював ідею мінливості літератури і виступав проти наслідування стародавнім зразкам. Він вихваляв роман « Цзінь, Пінь, Мей», а юаньского драматурга Ван Шифу порівнював з давнім мудрим Чжуан-цзи та поетами Тао Юаньміном і Лі Бо.
Під явним впливом ідей Лі Чжи разом із своїми братами створив вчення про «характер і душі», які повинні знайти вираження у творах, виступав за природність творчості та вираження емоцій автора в його творах. Він прагнув здійснити свої творчі принципи як у поезії. У віршах Юань Хундао «Лютий тигр», «Ув'язнення», «Втечі бамбука» звучить осуд свавілля влади і тяжкіх податків, від яких страждає простий народ.
Усі вірші увійшли до збірок «Джитао Цзі» та «Сяобі танцзі».